# Григорук, Владимир Васильевич
Владимир Васильевич Григорук (родился 27 ноября 1937 года, с. Ставы, Кагарлыкский район, Киевская область, УССР, СССР) — советский и казахстанский учёный украинского происхождения, доктор экономических наук (1990 г.), профессор (1994 г.), академик Академии сельскохозяйственных наук Республики Казахстан (1998 г.), Национальной академии наук Республики Казахстан (2004 г.), иностранный член Национальной академии аграрных наук Украины (2007 г.).

## Образование
В 1955 г. окончил среднюю школу в селе по месту рождения. В 1963 г. получил диплом Украинской сельскохозяйственной академии в г. Киев (ныне Национальный университет биоресурсов и природопользования Украины), факультет экономики и организации сельского хозяйства. В 1972 г. защитил диссертацию на тему «Хозяйственная рентабельность производства зерна в Целиноградской области» с присуждением ученой степени кандидата экономических наук, в 1990 г. — диссертацию «Экономические проблемы интенсивного использования сельскохозяйственных земель Казахстана» с присуждением ученой степени доктора экономических наук по специальности экономика и управление народным хозяйством. В 1994 г. присвоено ученое звание профессора по специальности экономика.

## Научная деятельность
Трудовую деятельность начал после окончания средней школы в родном колхозе (колхозник, секретарь комсомольской организации, заведующий сельским клубом). В 1956—1958 гг. служил в армии.
С 1963 г. начал работать в Казахстане на должности главного экономиста совхоза «Комаровский» Кокчетавской области (1963—1966 гг.); затем заместителем заведующего отделом Целиноградского областного управления сельского хозяйства (1967—1969 гг.); заместителем директора Целинного филиала Казахского научно-исследовательского института экономики и организации сельского хозяйства (г. Целиноград, 1970—1975 гг.); заведующим отделом в том же институте; заместителем директора по научной работе (г. Алма-Ата, 1976—1987 гг.); начальником Главка экономического и социального развития Государственного агропромышленного комитета Казахской ССР (1988—1991 гг.). В 1992—2001 гг. — академик-секретарь Отделения экономики Казахской академии сельскохозяйственных наук, Национального академического центра аграрных исследований Республики Казахстан; в 2002—2004 гг. — проректор по научной и международной работе Казахского национального аграрного университета; в 2005—2015 гг. — заместитель генерального директора Казахского научно-исследовательского института экономики агропромышленного комплекса и развития сельских территорий (КазНИИЭАПКиРСТ). С 2016 г. руководитель научного проекта по исследованию экологических, экономических и социальных проблем развития органического сельского хозяйства.
Научные разработки ученого связаны с развитием хозяйственного расчета, арендных отношений, проблемами рационального использования и оценки земель, совершенствования земельных и арендных отношений, аграрной политики, рыночных реформ в аграрной сфере, развитию сельских территорий. Научные рекомендации и практические действия способствовали разгосударствлению и приватизации предприятий агропромышленного комплекса Казахстана, формированию рыночных отношений на селе.
Исследования и публикации последних лет посвящены влиянию аграрных реформ на экономическую эффективность сельского хозяйства и социальное положение сельских жителей, адаптации агроформирований к изменению климата, развитию органического сельского хозяйства.
Принимал непосредственное участие в подготовке первого поколения законов Республики Казахстан рыночного типа: об аренде, о крестьянском хозяйстве, о приоритетности развития аула, села и агропромышленного комплекса, о земельном налоге, земельного кодекса, правительственной программы «Аул» и других программ по реформированию и развитию АПК Казахстана. 
В качестве местного консультанта принимал участие в разработке ряда проектов, направленных на реформирование сельского хозяйства, выполняемых в Казахстане международными организациями — Всемирным банком, Азиатским банком развития, консалтинговыми заведениями.
По проблемам аграрной экономики им опубликовано более 300 работ. Исследования и публикации последних лет посвящены экономическим проблемам адаптации сельского хозяйства Казахстана к изменению климата, экологизации и развитию органического сельского хозяйства.

## Сочинения
- Технологическая адаптация крестьянско-фермерских хозяйств к изменению климата. Алматы: ТОО «Издательство LEM», 2014.
- Органическая продукция сельского хозяйства: мировой опыт, потенциал производства, эффективность, емкость рынка. Алматы: ТОО «Издательство LEM», 2014. — 200 c.
- Развитие органического сельского хозяйства в мире и Казахстане. — ФАО, Анкара (Турция): Продовольственная и сельскохозяйственная организация Объединённых Наций, апрель, 2016. — 151 с. (соавт. Климов Е. В.).
- Тренинговое пособие: органическое сельское хозяйство. Алматы, 2017. — 76 с. (соавт. Акимбекова Ч. У., Климов Е. В.).